# Hexatoma angustatra
Hexatoma angustatra är en tvåvingeart som beskrevs av Alexander 1963. Hexatoma angustatra ingår i släktet Hexatoma och familjen småharkrankar.
Artens utbredningsområde är Madagaskar. Inga underarter finns listade i Catalogue of Life.